# Góry Gutarskie
Góry Gutarskie (ros.: Гутарский хребет, Gutarskij chriebiet) – pasmo górskie w azjatyckiej części Rosji, w obwodzie irkuckim, część łańcucha Sajanu Wschodniego. Rozciąga się południkowo na długości ok. 150 km między Gutarą i Wielką Biriusą. Najwyższy szczyt pasma ma wysokość 2208 m n.p.m. Góry zbudowane są z łupków krystalicznych, wapieni i granitów. Na zboczach dominuje tajga ciemna.